# أبوتش (أسطورة)
أبُّوتش (بالإنجليزية: Ah Puch)‏ ويعرف أيضا باسم هانهو Hunhau وهو في الميثولوجيا المايانية رب الموت وحاكم ميتنال (دیار الموتى) وهي الطبقة الدنيا من طبقات الجحيم التسع. يرسم عادة برأس بوم على جسد بشري. وما زال هذا المعتقد منتشرة حتى اليوم في هنود أمريكا الوسطى والمكسيك، إذ يؤمنون أنه كلما نعب بوم فإن شخصا ما سوف يموت. وقد يرسم هذا الإله أيضا على شكل هيكل عظمي أو جثة منتفخة، مزينة بأجراس.